# Jean-Marie Bosc
Pas d'image ? Cliquez ici

a Compétitions nationales et continentales officielles uniquement.

b Matchs officiels uniquement.
Jean-Marie Bosc, né le 25 février 1951 à Perpignan, est un joueur et entraîneur de rugby à XIII dans les années 1970 et 1980 évoluant au poste de deuxième ligne.
Natif de Perpignan, il joue pour l'AS Saint-Estève avec lequel il remporte le Championnat de France en  1971, ainsi que la Coupe de France en 1972. Il fait une intermède au XIII Catalan remportant le Championnat de France en 1985.
Ses bonnes prestations en club l'amènent à être sélectionné en équipe de France lors de la Coupe du monde 1975.
Son fils, Thomas Bosc, est également joueur de rugby à XIII.

## Palmarès
- Collectif :
  - Vainqueur du Championnat de France : 1971 (Saint-Estève) et 1985 (XIII Catalan).
  - Vainqueur de la Coupe de France : 1972[1] (Saint-Estève) et 1985 (XIII Catalan).
  - Finaliste du Championnat de France : 1975 et 1980 et 1982 (Saint-Estève).
  - Finaliste de la Coupe de France : 1986 (Saint-Estève).

### Détails en sélection
| 1. | 11 octobre 1975 | Angleterre | 2-48 | Coupe du monde | Deuxième ligne | - | - | - | - |